# Summanus
Summanus – w mitologii rzymskiej bóg nocnego nieba i nocnej pogody, zwłaszcza nocnych błyskawic. 
Z biegiem czasu utożsamiony z Jowiszem, któremu przypisywano zjawisko błyskawic dziennych. Jego kult w Rzymie wraz z sabińskimi obrzędami miał wprowadzić Tytus Tacjusz.
W Rzymie posiadał swoje sanktuarium, znajdujące się w pobliżu Circus Maximus, poświęcone 20 lipca 278 p.n.e. Według legendy wzniesiono je po tym, gdy piorun uderzył w posąg Summanusa stojący wcześniej w świątyni Jowisza na Kapitolu. Oderwana głowa bóstwa potoczyła się do Tybru, co miało być widocznym znakiem, że bóg ten domaga się własnego miejsca kultu.